# Pavel Jevgenjevič Baškin
Pavel Jevgenjevič Baškin (rusko Павел Евгеньевич Башкин), ruski rokometaš, * 1. september 1978, Astrahan.
Leta 2004 je na poletnih olimpijskih igrah v Atlanti v sestavi ruske reprezentance osvojil bronasto olimpijsko medaljo.